# Naujoji Banga
Naujoji Banga ("Ola Nueva" en lituano) fue un periódico quincenal uruguayo escrito en lituano para la comunidad inmigrante lituana asentada en Montevideo, Uruguay. 
El periódico se publicó entre 1931 y 1940. Naujoji Banga era una iniciativa de la Federación Socialista Lituana, una rama lituana del Partido Socialista del Uruguay.